# Maria Rosa Font Massot
Rosa Font i Massot (Sant Pere Pescador, Alt Empordà, 12 de març de 1957) és una escriptora catalana i professora de llengua i literatura catalanes en Secundària.
En l'aspecte literari, ha dedicat la major part de la seua obra a la poesia, tot obtenint guardons com el Vila de Martorell per Aigua llunyana, el Festa d'Elx per La llum primera, el Rosa Leveroni per Des de l'arrel i el Carles Riba per Un lloc a l'ombra. En el gènere de la novel·la ha guanyat el Premi Ciutat de Palma Llorenç Villalonga per La dona sense ulls, novel·la basada en la vida de la pintora surrealista Ángeles Santos Torroella. La seua obra, tant poètica com narrativa, destaca per la seua vinculació amb la comarca de l'Empordà. Ella mateixa explica que escriu és perquè estima les paraules i es recolza en autors com María Zambrano i Josep Pla.
El seu llibre La dona sense ulls ha estat guanyador del Premi Ciutat de Palma Llorenç Vilallonga de novel·la 2013. El 2019 va guanyar el Premi de Poesia Senyoriu d'Ausiàs March de Beniarjó amb el poemari Celobert. L'any 2023 va ser reconeguda per l'Associació d'Escriptors en Llengua Catalana amb el premi Cavall Verd de poesia pel poemari Temps El·líptic (Cafè Central/Eumo).